# Desa Duko (administrativ by i Indonesien, lat -6,94, long 113,73)
Desa Duko är en administrativ by i Indonesien.   Den ligger i provinsen Jawa Timur, i den västra delen av landet, 800 km öster om huvudstaden Jakarta. Desa Duko ligger på ön Madura.